# Козин (Луцький район)
Кози́н — село в Україні, у Луцькому районі Волинської області. Входить до складу Рожищенської міської громади. Населення становить 391 осіб. Село поділяється на дві частини, перша розташована на півдні від автошляху М19, друга — безпосередньо вздовж цієї дороги.

## Інфраструктура
У селі діють:
- Школа І-го ступеня (1-4 класи)
- Дитячий садок «Казка»
- Фельдшерсько-акушерський пункт
- Клуб
- Понад трасою знаходиться заправка з магазином

## Географія
Сусідні села довкола Козина:
- Переспа
- Пожарки
- Михайлин
- Кременець
- Рудка-Козинська
- Любче

## Історія
Село Козин в давнину мало назву Козин Став.
Вперше згадується у 1570 році, коли його володарем був князь Роман Санґушко (було 8 селянських садиб).
У 1606 році Козин Став належав князю Павлу Григоровичу Друцькому–Любецькому.
Внаслідок 3-го поділу Речі Посполитої 1795 року Козин увійшов до складу Російської імперії.
У XVIII-XIX століттях власниками Козина були: К.Вороницький, Андрушвевич, Вилебицький, Криштанович, Болистовський.
Довкола Козина та сусідніх сіл до XIX століття були ліси, але німецькі та чеські колоністи їх вирубали і з того часу селянам доводилося купувати дерево для будівництва та утоплення житла.
Відомо, що у селі колись була церква і вона мала свою землю, але у малій кількості. У 1779 році козинський церковний прихід увійшов до руденського приходу. Скоріше за все церковне начиння було передано до Рудки, а церкву розібрали, тому що у 1806 році її вже точно не було.
Під час Франко-російської війни 1812 року неподалік села відбулася битва між російськими та французькими військами.
У 1894 році в Козині було 23 двори(Це лише ті двори, що належали приходу церкви в Рудці-Козинській).
В результаті Ризького миру Козин, як і вся Західна Україна ввійшов у склад Польської республіки.

### Друга світова війна
Війна у селі почалася у вересні 1939 року коли Німеччина напала на Польщу. Були козинці, які служили у польських військах, наприклад — Степанюк Іван Констянстинович(1916—1939). В кінці вересня на Польщу напав і Радянський союз. З 1939 по 1941 рік село було у складі Радянського Союзу.
Під час німецько-радянської війни в боях загинуло 15 козинців. В пам'ять про загиблих було збудовано пам'ятник і вибито їхні імена:
- Степанюк І. Я.
- Степанюк П. Я.
- Васільєв О. П.
- Вакулюк Володимир Іванович(1919 — 19 жовтня, 1944) — Вбитий у Східній Прусії. (Пішов на фронт 28 серпня, 1944 року)[1]
- Бобрович Олександр Васильович(1902 — 10 вересня, 1941) — Зник безвісти.[2]
- Формуз І. Л.
- Воробей Р. М.
- Ковальчик В. Й.
- Вакулюк Микола Андрійович(1926 — 14 січня, 1945) — Вбитий. (Пішов на фронт 28 березня, 1944 року)[3]
- Степанюк О. М.
- Степанюк Василь Сидорович(1910 — 6 квітня, 1945) — Помер від поранення в череп.(Пішов на фронт у 1944 році)[4]
- Волков Л. А.
- Бурик П. В.
- Калінчук Микола Михайлович(1910 — 6 березня, 1945) — Помер від поранень. Похований на військовому кладовищі поблизу міста Мястечко-Шльонське.[5]
- Миколайчук Ф. Й.

## Сучасність
12 червня 2020 року, згідно з розпорядженням Кабінету Міністрів України  № 708-р, село увійшло до складу Рожищенської міської громади.
19 липня 2020 року, в результаті адміністративно-територіальної реформи та ліквідації Рожищенського району, село увійшло до складу новоутвореного Луцького району.

## Населення
Згідно з переписом УРСР 1989 року чисельність наявного населення села становила 335 осіб, з яких 142 чоловіки та 193 жінки.
За переписом населення України 2001 року в селі мешкала 391 особа.

### Мова
Розподіл населення за рідною мовою за даними перепису 2001 року:
| Мова       | Відсоток |
| ---------- | -------- |
| українська | 99,23 %  |
| російська  | 0,77 %   |

## Відомі люди
- Роман Санґушко(1537-1571) — перший власник Козина, житомирський староста(1557-1571), брацлавський воєвода(1566-1571), польний гетьман Великого князівства Литовського(1567-1571), князь.
- Павло Григорович Друцький–Любецький(?-після 1638) — власник Козина у 1606 році, луцький гродський суддя(1616-1627), луцький підстароста(1630—1638).
- Флор Кульчицький — був священником у козинській церкві у 1776 році.
- Кришта(но)(ше)вич — був священником у козинській церкві у 1794 році.
- Епістимія Мазунова(Жила у XIX столітті) — Жителька села Козин. Купила за 40 рублів мідний позолочений хрест і подарувала церкві в Рудці.
- Яків Павлюк(Жив у XIX столітті) — Житель села Козин. Подарував значну суму церкві в Рудці.

## Галерея

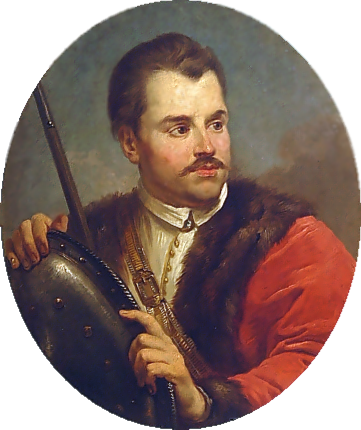
Роман Санґушко
Дошка пошани - Найкращі люди села
Клуб
Пам'ятник загиблим у ДСВ(1941-1945) односельчанам
Дитячий садок "Казка"
Козинська школа І-го ступення
Недіючий магазин
Дорога з Козина на Рудку-Козинську‎
Вулиця Миру
Фельдшерсько-акушерський пункт
Вулиця Жовтнева(Дорога на кладовище)
Дорога що з'єднує дві частини Козина(йде повз кладовище)
Вулиця Ковельська(Автошлях М 19)